# You and me (Takasa)
You and me is een single van de Zwitserse band Takasa (voorheen Heilsarmee, maar met die naam mochten ze niet deelnemen). Het was de Zwitserse inzending voor het Eurovisiesongfestival 2013 in Malmö te Zweden. Daar bleef het lied steken in de halve finale. Het nummer is geschreven door Georg Schlunegger, Roman Camenzind en Fred Herrmann.